# Лопаре
Лопаре (босн. Lopare, серб. Лопаре / Lopare, хорв. Lopare) — город на северо-востоке Боснии и Герцеговины (северо-восточнее от города Тузла). Центр общины Лопаре. Относится к Республике Сербской.

## Население
Численность населения города по переписи 2013 года составила 2 744 человека, общины — 16 568 человек.
Национальный состав города по переписи 1991 года:
- сербы — 1.417 (82,38 %);
- югославы — 134 (7,79 %);
- мусульмане — 114 (6,62 %);
- хорваты — 17 (0,98 %);
- остальные — 38 (2,20 %).
- Всего: 1.720 чел.